# Ptilotula
Ptilotula är ett fågelsläkte i familjen honungsfåglar inom ordningen tättingar. Släktet omfattar sex arter som förekommer i Australien och på sydöstra Nya Guinea.
- Gulplymad honungsfågel (P. ornata)
- Vitplymad honungsfågel (P. penicillata)
- Gulhuvad honungsfågel (P. flavescens)
- Olivbrun honungsfågel (P. fusca)
- Gråhuvad honungsfågel (P. keartlandi)
- Gråpannad honungsfågel (P. plumula)